# Eddie Parker (Schauspieler)

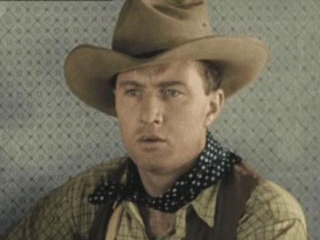
Eddie Parker

Edwin „Eddie“ Parker (* 12. Dezember 1900 in Minnesota; † 20. Januar 1960 in Sherman Oaks, Kalifornien) war ein US-amerikanischer Stuntman und Schauspieler. Parker spielte in mehr als 270 Filmen mit.
Parker spielte als Neben- und Kleindarsteller in vielen Klassikern mit, meist in Western- und Horrorfilmen der Produktionsfirmen Republic Pictures und Universal Pictures. Sein erster Filmauftritt war in dem Kurzfilm First in War. Danach folgten viele Auftritte in berühmten Filmklassikern. Einige der bedeutendsten Filme, in denen er mitwirkte, waren Der Mann mit der Totenmaske, Das Fenster zum Hof (von Alfred Hitchcock), Tarantula, Roboter des Grauens und Der Schrecken schleicht durch die Nacht.
Parker war auch in über 200 Filmen als Stuntman aktiv. So doubelte er unter anderem Lewis Wilson in der Fernsehserie Batman. Er starb am 20. Januar 1960 59-jährig an einem Herzinfarkt im US-Bundesstaat Kalifornien.

## Filmografie (Auswahl)
- 1935: Flammende Grenze (The Bew Frontier)
- 1935: Wenn sie nur kochen könnte (If You Could Only Cook)
- 1935: Westwärts! (Westward Ho)
- 1937: San Quentin (Flucht aus San Quentin)
- 1938: Schule des Verbrechens (Crime School)
- 1946: Schüsse auf der Ranch (My Pal Trigger)
- 1946: Karten, Kugeln, Banditen (Plainsman and the Lady)
- 1946: Flucht von der Teufelsinsel (The Return of Monte Cristo)
- 1947: The Vigilante: Fighting Hero of the West
- 1947: Cowboy Serenade (Black Hills)
- 1947: Das Land ohne Gesetz (Land of the Lawless)
- 1948: Thunderhoof (Stuntman)
- 1948: Der Herr der Silberminen (Silver River)
- 1948: Ein Pferd namens October (The Return of October)
- 1948: Todeszelle Nr. 5 (I Wouldn’t Be in Your Shoes)
- 1949: Vor verschlossenen Türen (Knock on Any Door)
- 1949: Blondes Gift (Flaxy Martin)
- 1949: Alarm in der Unterwelt (The Undercover Man)
- 1949: Treibsand (The Walking Hills)
- 1950: Der Unglücksrabe (The Yellow Cab Man)
- 1950: I Was a Shoplifter
- 1950: Auf des Schicksals Schneide (Edge of Doom)
- 1951: Grenzpolizei in Texas (The Texas Rangers)
- 1951: Gangster (The Racket)
- 1951: Strandräuber in Florida (The Barefoot Mailman)
- 1951: Der rote Falke von Bagdad (The Magic Carpet) (Stuntman)
- 1952: Flucht vor dem Tode (The Cimarron Kid)
- 1952: Paula (Paula)
- 1952: Gier nach Gold (The Raiders)
- 1952: Lady Rotkopf (The Golden Hawk)
- 1952: Zwei räumen auf (Cripple Creek)
- 1952: Der rote Engel (Scarlet Angel)
- 1953: Abbott und Costello gegen Dr. Jekyll und Mr. Hyde (Abbott and Costello Meet Dr. Jekyll and Mr. Hyde) (Stunts als Mr. Hyde)
- 1953: Der Mann vom Alamo (The Man from Alamo)
- 1953: Auf verlorenem Posten (The Lone Hand)
- 1955: Metaluna IV antwortet nicht (This Island Earth)